# Moulin à eau Beaulieu de Saint-Clément
Pour les articles homonymes, voir Moulin à eau (homonymie).
Le Moulin à eau Beaulieu de Saint-Clément est l'un des derniers moulins à eau du Québec au Canada. En 1958, le poète et chanteur Gilles Vigneault a dédié une poésie à cet édifice.

## Identification
- Nom du bâtiment : Moulin Beaulieu
- Adresse civique :
- Municipalité : Saint-Clément
- Propriété : Privée

## Construction
- Date de construction : 1874
- Nom du constructeur :
- Nom du propriétaire initial :

## Histoire
- Évolution du bâtiment :
- Propriétaires :
- Meuniers :
- Principales transformations :

## Mise en valeur
- Constat de mise en valeur :
- Site d'origine : Oui
- Constat sommaire d'intégrité :
- Responsable :

## Poésie
En 1958, le poète Gilles Vigneault rend visite à l’abbé Georges Beaulieu au moulin de Saint-Clément, et écrit la poésie suivante :
« Je sais un lieu tranquille où le Temps se repose

Des horloges d’ici, des pendules d’ailleurs,

Aux bras d’une rivière au courant charroyeur,

De poissons du silence et du reflet des choses.
Un beau toit émerge entre les hauts sapins

Tout au fond d’un ravin creusé dans la verdure.

On sent qu’ici tout dort et que le rêve dure…

On y mange un bonheur simple comme le pain.
Un moulin tourne au gré de l’eau. Sa voix est vieille

Et se perd dans le bruit des cascades, tout près

D'un pont qui les traverse et parait fait exprès

Pour que le voyageur attarde son oreille…
Lorsque j’y suis passé, le jour allait finir

Et l’ombre à frange d'or n'était plus retenue

Que du bout des sapins à la tête menue

Mordorée de soleil, rouillée de souvenir…
Comme il doit être beau le reflet des Enfances

Que l'on retrouve un soir sur le calme des eaux!

Sage sera celui qui laissera ses os

Y nourrir sans orgueil l’arbre qui recommence.
En vieille amitié,

Gilles Vigneault »